# Pamela L. Gay
Pamela L. Gay (California, 12 dicembre 1973) è un'astronoma, educatrice, e podcaster statunitense,  nota soprattutto per il suo lavoro nel podcasting astronomico e nei progetti di astronomia scientifica dei cittadini. È una specialista senior in istruzione e comunicazione e scienziata senior per il Planetary Science Institute. I suoi interessi di ricerca includono l'analisi dei dati astronomici e l'esame dell'impatto delle iniziative di scienza dei cittadini. Gay è apparsa anche nei panni di se stessa in varie serie di documentari televisivi.
Gay prende parte agli sforzi di divulgazione scientifica e di sensibilizzazione educativa come direttrice di CosmoQuest, un progetto scientifico volto a coinvolgere il pubblico nella ricerca astronomica, parlando di argomenti scientifici e di scetticismo scientifico a livello internazionale e attraverso podcast educativi.

## Biografia
Gay è nata in California e successivamente si è trasferita a Westford, nel Massachusetts, dove ha frequentato la Westford Academy. Ha conseguito una laurea in astrofisica presso la Michigan State University nel 1996 e un dottorato di ricerca in astronomia presso l'Università del Texas, Austin, nel 2002. È una specialista in istruzione e comunicazione, oltre che scienziata senior per le scienze planetarie. In precedenza, Gay era stata direttore della tecnologia e della scienza dei cittadini per la Società Astronomica del Pacifico e, prima ancora, assistente professore di ricerca presso il centro STEM presso la Southern Illinois University di Edwardsville. Gay faceva parte del consiglio (consiglio di amministrazione) dell'American Association of Variable Star Observers ed era presidente del suo comitato educativo.
Gay è stata co-presidente degli sforzi dei nuovi media degli Stati Uniti per quanto riguarda l'"Anno internazionale dell'astronomia" nel 2009.

### Ricerca
Gli interessi di ricerca di Gay si concentrano principalmente sulla motivazione dell'impegno scientifico con i media e gli scienziati cittadini, nonché sull'analisi e la visualizzazione dei dati per coinvolgere il pubblico come partner nell'analisi di grandi set di dati. Altri interessi di ricerca includono le stelle RR Lyrae con le quali collabora con astronomi professionisti e dilettanti in tutto il mondo per raccogliere i dati necessari.
Sebbene Gay sia nota per il suo lavoro di divulgazione scientifica e di divulgazione educativa, gran parte della sua ricerca è stata rivolta all'astronomia galattica. Il lavoro di Gay con David Lambert ha fornito la conferma che gli isotopi del magnesio (Mg) sono principalmente un prodotto della nucleosintesi nelle stelle massicce e ha dimostrato che alcune stelle con nota "composizione anomala o peculiare sono anche contrassegnate da abbondanze isotopiche distintive di Mg".  I risultati di Gay e Lambert sono stati ulteriormente citati nella ricerca sulle proprietà della costante di struttura fine utilizzando sistemi di assorbimento negli spettri di quasar distanti.

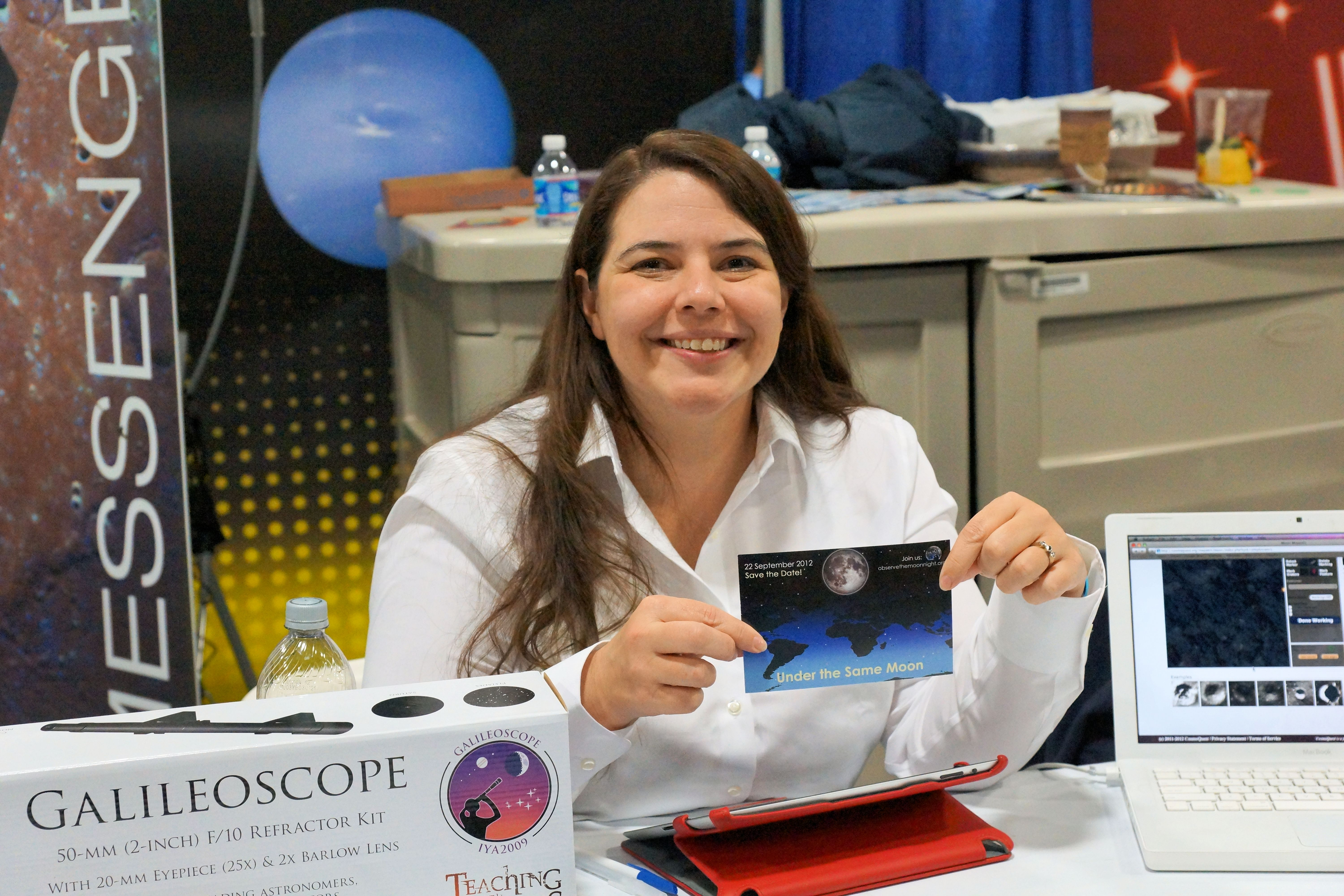
Pamela Gay al Festival USA Science and Engineering a Washington, DC, 29 aprile 2012

Il lavoro di Gay sulla comunicazione dell'astronomia ha indagato le tendenze educative che coinvolgono l'uso del podcasting, utilizzando il podcast Slacker Astronomy come caso di studio. I ricercatori dell'Università di Sydney, in Australia, hanno citato lo studio, esaminando il podcasting come mezzo di supporto all'istruzione, sfruttando i suoi vantaggi rispetto ai vincoli di tempo degli studenti e alle potenziali limitazioni della larghezza di banda.
Il lavoro di Gay su Exploring the Motivations of Citizen Science Volunteers ha esaminato il progetto Zooniverse, che si è sviluppato dall'iniziativa Galaxy Zoo, iniziata nel 2007. I ricercatori che citano questo studio hanno concluso che "la risposta [del pubblico] è stata estremamente positiva", raccogliendo oltre 60 milioni di classificazioni.

### CosmoQuest
Gay è la direttrice del progetto di scienza dei cittadini CosmoQuest. Il progetto è in collaborazione con le missioni della NASA, tra cui Dawn della NASA, il Lunar Reconnaissance Orbiter (LRO), MESSENGER e i team dello Space Telescope Science Institute (STScI), per "costruire una serie di progetti che mappano le superfici dei mondi rocciosi e esplorare le atmosfere dei pianeti e dei piccoli corpi del sistema solare."
Il progetto fornisce un'interfaccia che consente agli utenti di assistere nell'identificazione, mappatura e caratterizzazione delle caratteristiche della superficie utilizzando i dati visivi forniti dalle missioni della NASA. Il conteggio dei crateri è descritto come “un esercizio prezioso, ma difficile da automatizzare”.  Le caratteristiche della superficie, come la dimensione e il degrado dei crateri, vengono identificate dai singoli utenti e sottoposte al progetto, dove vengono raccolte insieme ai contributi di altri scienziati cittadini. I progetti CosmoQuest hanno incluso Planet Mappers, Moon Mappers, Asteroid Mappers, e un progetto futuro, Planet Investigators.  Nell'ambito del progetto Moon Mappers è disponibile un'applicazione mobile, "Decadimento del cratere Moon Mappers".
CosmoQuest ha anche fornito workshop per educatori e programmi di studio di astronomia online.

## Podcasting
Gay è co-conduttrice, assieme Fraser Cain, del podcast Astronomy Cast, un programma educativo che ha debuttato nel settembre 2006. Lo spettacolo copre una varietà di argomenti, tra cui il sistema solare, la cosmologia, i buchi neri e le idee sbagliate sull'astronomia, e tenta di condividere "non solo ciò che sappiamo, ma come sappiamo ciò che sappiamo", secondo Cain.
Gay è stata uno dei cofondatori di Slacker Astronomy, ed è stata un personaggio "in onda" per lo spettacolo dal febbraio 2005 fino alla fine della sua prima iterazione nel settembre 2006.
Nel 2008, Gay ha avviato un brainstorming via e-mail su possibili programmi di "nuovi media" per il 2009, "Anno internazionale dell'astronomia" (IYA). La discussione includeva Michael Koppelman di Slacker Astronomy, Phil Plait di Bad Astronomy e altri coinvolti nell'IYA, e ha portato al podcast 365 Days Of Astronomy. Il podcast doveva pubblicare un episodio al giorno per tutto l'anno 2009 e originariamente era previsto che fosse pubblicato solo per quell'anno. Uno dei capisaldi dell'IYA era rendere l'astronomia accessibile a tutti in America. Per fare questo, i telescopi da 50 ingrandimenti chiamati Galileoscopi erano disponibili per l'acquisto online per soli $ 10 ciascuno. "Si possono effettivamente vedere gli anelli di Saturno", esclama Gay. È stata anche coinvolta nel New Media Task Group: "Dobbiamo comunicare tutte queste idee e coinvolgere online le persone che non vogliono uscire", afferma Gay.
Dal 2009, Gay è giudice dei Parsec Awards, una serie di premi annuali creati per riconoscere l'eccellenza nei podcast di fantascienza e nei romanzi podcast.

## Premi e riconoscimenti
- 2019 - Premio scientifico Isaac Asimov 2019 dell'American Humanist Association.
- 2012 - Premio Sigma Xi Ricercatore dell'anno per la Southern Illinois University Edwardsville
- 2012 - Premio Educatore scientifico dell'anno, The Academy of Science – St. Louis
- 2012 - Premio Parsec "Miglior infotainment" per il cast di astronomia (Finalista 2007 – 2009, 2011 – 2012)
- 2009 - Premio Parsec "Miglior infotainment" per 365 giorni di astronomia (Finalista 2010 – 2012)